# Rerik
Die Stadt Rerik, bis 1938 Alt Gaarz, offiziell Ostseebad Rerik, liegt im Nordwesten des Landkreises Rostock in Mecklenburg-Vorpommern (Deutschland). Rerik wird zusammen mit fünf weiteren Gemeinden vom Amt Neubukow-Salzhaff mit Sitz in Neubukow verwaltet.  Die Stadt bildet für ihre Umgebung ein Grundzentrum.

## Geografie

### Geografische Lage
Rerik liegt am nordöstlichen Ende des Salzhaffes, eines Teils der Wismarer Bucht zwischen dem Festland und der Halbinsel Wustrow. Die Stadt liegt etwa 35 Kilometer westlich von Rostock und 35 Kilometer nordöstlich von Wismar. Östlich schließt sich die Kühlung an, ein waldreicher Höhenzug. Zum Stadtgebiet gehört die Insel Kieler Ort.

### Stadtgliederung
Zur Stadt Rerik gehören folgende Ortsteile:
| im Osten: - Blengow - Gaarzer Hof - Garvsmühlen | im Norden: - Meschendorf | im Süden: - Roggow - Russow |

## Geschichte

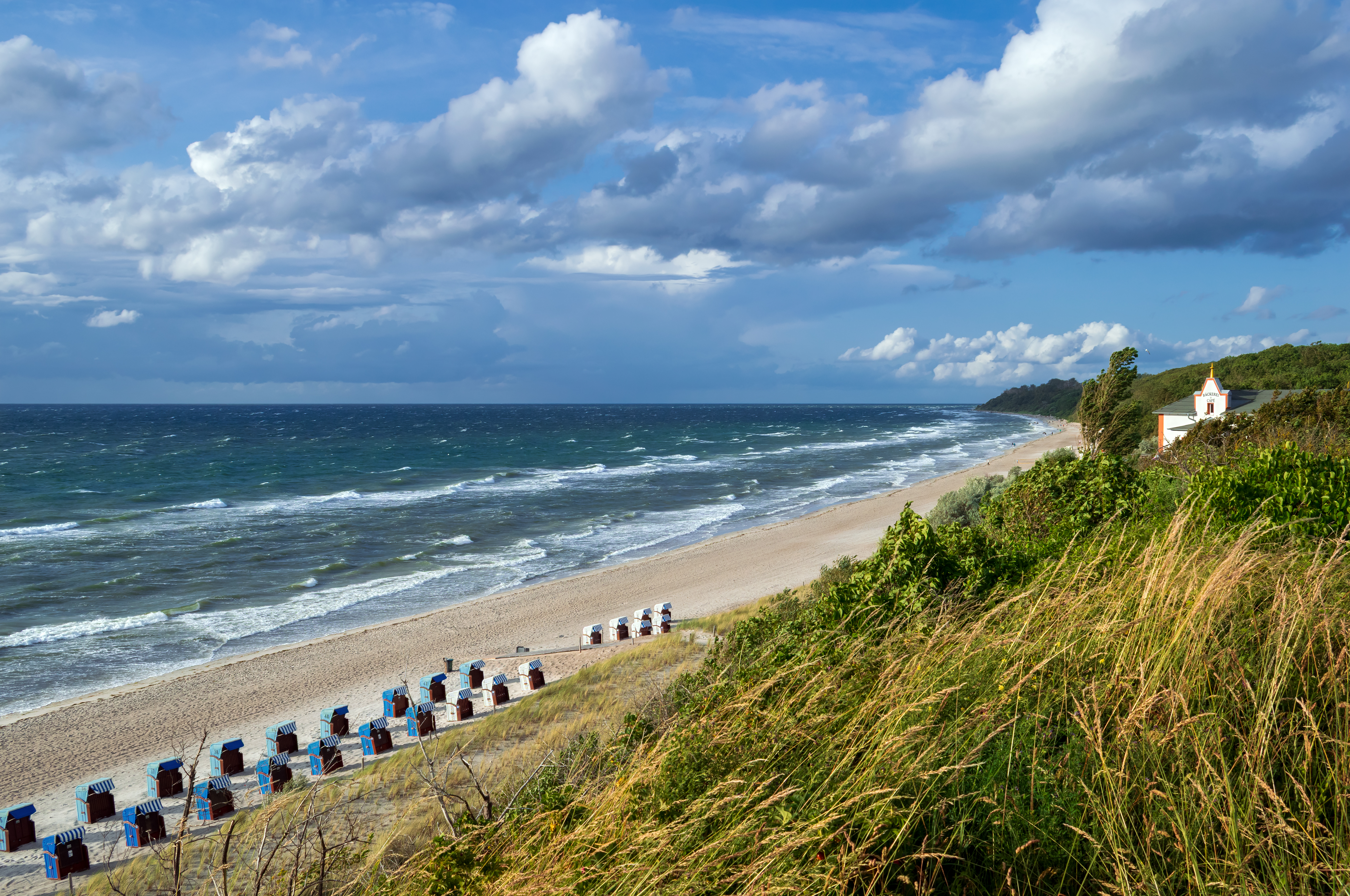
Nordöstlicher Blick vom Schmiedeberg auf die Steilküste

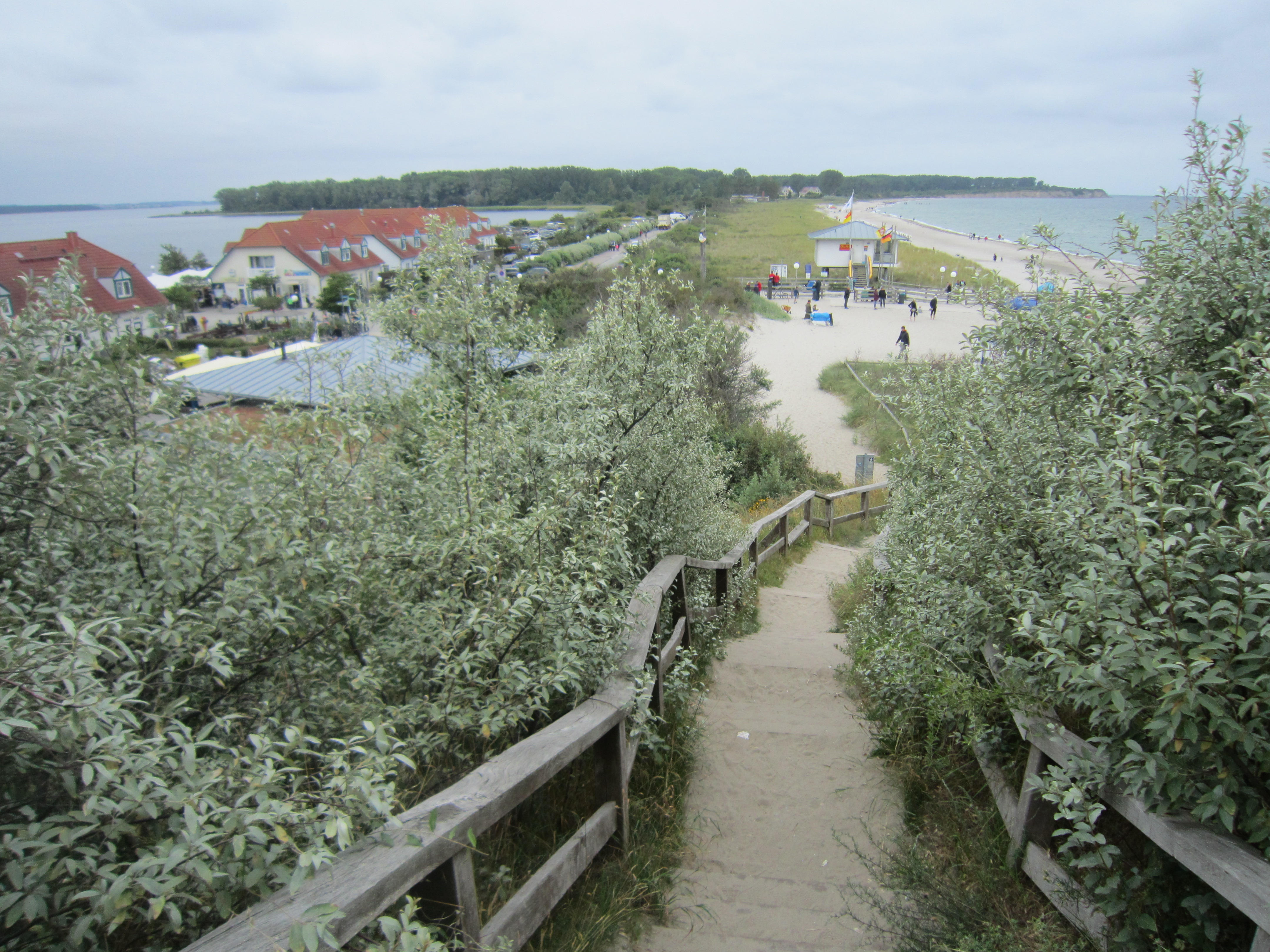
Südwestlicher Blick vom Schmiedeberg (links das Salzhaff, rechts die Ostsee)

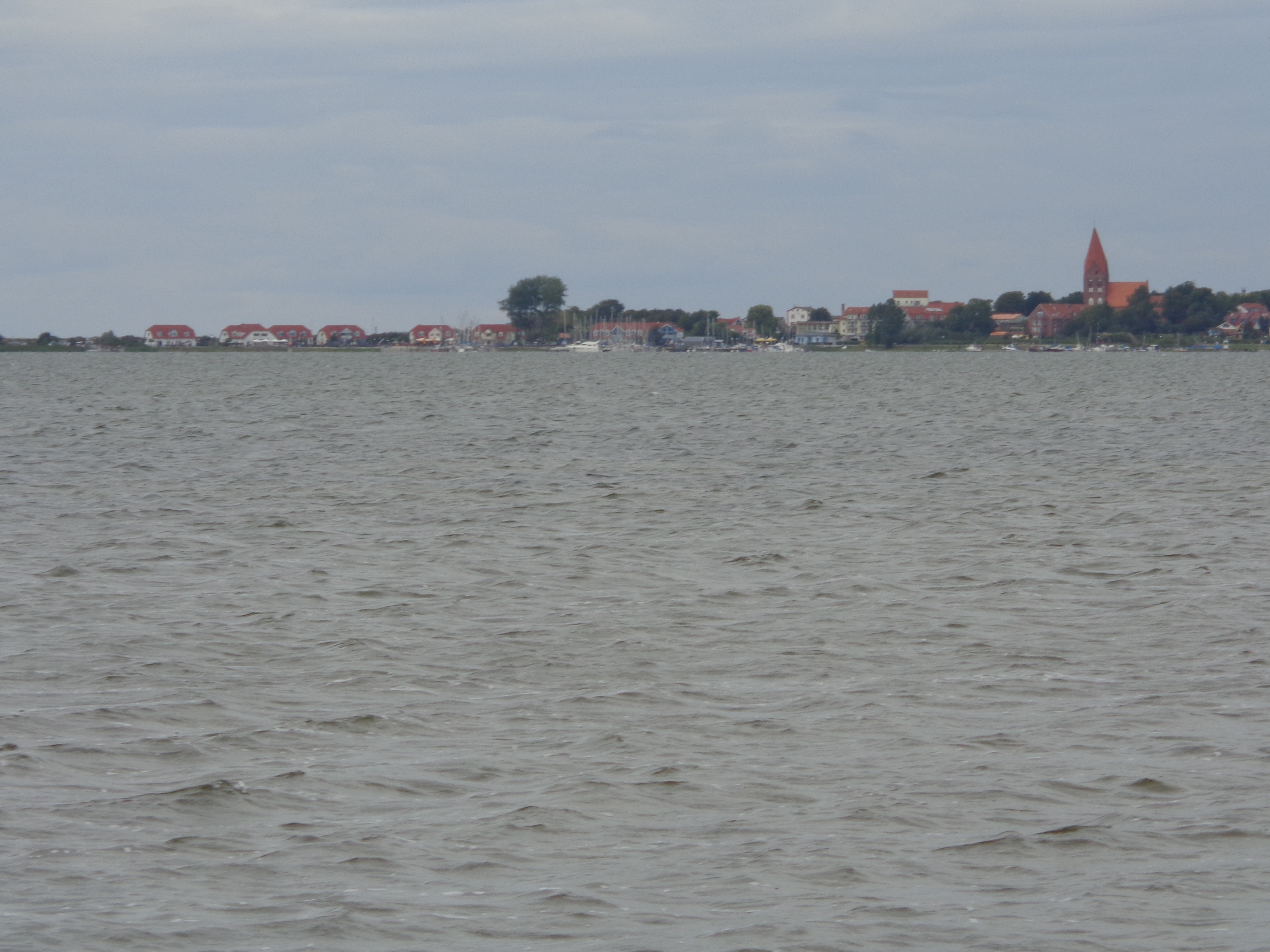
Rerik (Blick über das Salzhaff)

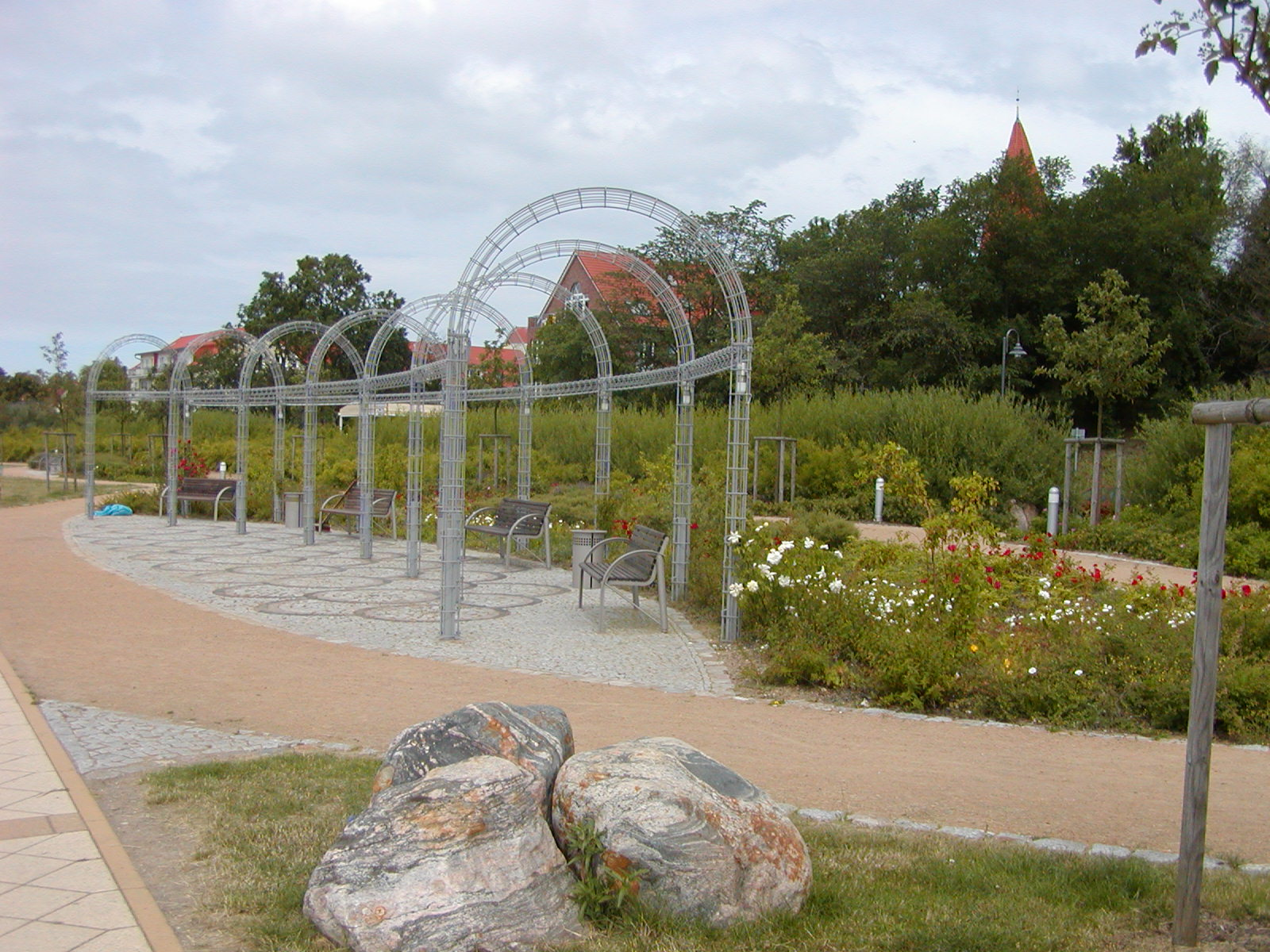
Promenade

### Alt Gaarz
Rerik hieß ehemals Ol Gartz, also Alt Gaarz. Der Name geht auf das slawische Wort „Grad“ zurück und bedeutet „alte Burg“. Einen solchen slawischen Burgwall gab es im 9. bis zum 12. Jahrhundert an der deutschen Ostseeküste sonst nur noch in Kap Arkona auf Rügen und beim Oldenburger Wall in Holstein. Am Fuße von Reriks Schmiedeberg stand bis Ende der 1950er Jahre die Schmiede. Die geschützte Lage hinter der vorgelagerten Halbinsel Wustrow sorgte für eine frühe Besiedlung des Ortes. Alt Gaarz wurde erstmals am 18. Oktober 1230 urkundlich erwähnt. Die Burg wurde vermutlich durch ein Sturmhochwasser zerstört. Gaarz war wohl schon im Mittelalter ein wohlhabendes Dorf mit mehreren Höfen, in dem neben der Landwirtschaft dem Fischfang und der Seefahrt nachgegangen wurde. Um die Jahrhundertwende vom 19. zum 20. Jahrhundert begann in Alt Gaarz der Badebetrieb; 1926 erhielt Alt Gaarz die Bezeichnung „Ostseebad“ (bis 1938).
In der Zeit des Nationalsozialismus sollte die slawische Vergangenheit vergessen gemacht werden, und es erfolgte mit der Verleihung des Stadtrechts am 1. April 1938 eine Umbenennung des Ortes Alt Gaarz nach der damals hier vermuteten ehemaligen Wikingersiedlung Reric in Rerik. Die Gemeinden Wustrow, Neu Gaarz, Gaarzerhof und der Gemeindeteil Blengow wurden gleichzeitig Ortsteile von Rerik. Die Einwohnerzahl stieg auf etwa 2000 Einwohner. Der legendäre slawisch-wikingische Handelsplatz Reric befand sich jedoch, wie archäologische Forschungen in den 1990er Jahren ergeben haben, etwa 19 km südsüdwestlich des Ostseebades bei Groß Strömkendorf.

Die Halbinsel Wustrow wurde am 17. Februar 1933 an die Reichswehr verkauft und die Flak-Artillerieschule I mit ausgedehnten Kasernenanlagen für über 3000 Personen und Übungsplätzen angelegt. 1943 waren die Anlagen wegen ihrer militärischen Bedeutung Ziel eines Luftangriffs, der zahlreiche Opfer forderte und große Zerstörungen verursachte. 1993 endete die militärische Nutzung Wustrows.

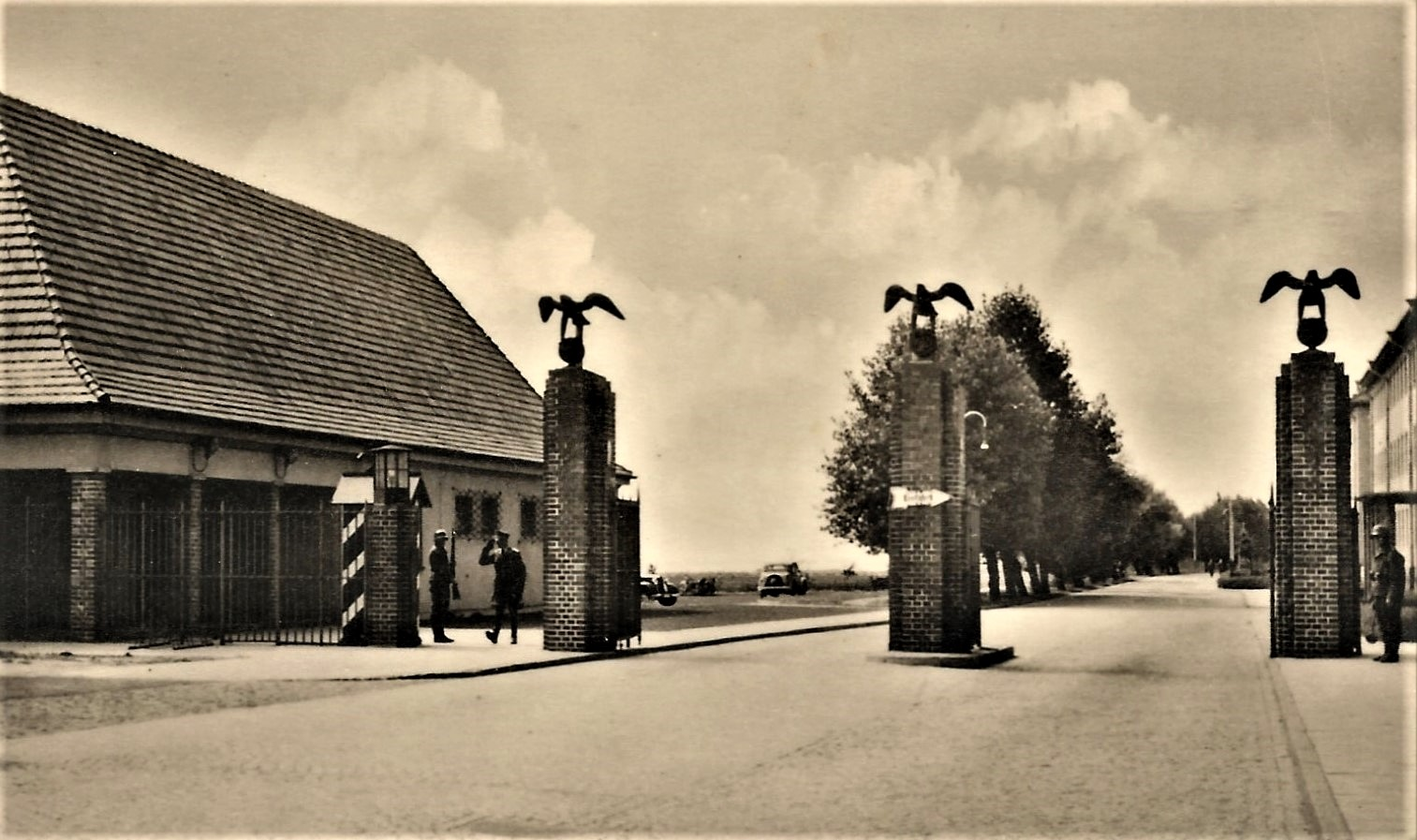
Kaserneneingang der Flakartillerieschule Rerik, 1942

Während des Zweiten Weltkrieges wurde auf dem Kuhberg am Salzhaff nahe Rerik ein Kriegsgefangenenlager für sowjetische Kriegsgefangene betrieben, von denen 46 starben und auf einem „Russenfriedhof“ begraben, 1948 jedoch nach Rostock umgebettet wurden. Vermutlich hat ein Gedenkstein für Soldaten der Roten Armee, der seit 1990 auf dem Prof.-Hüsing-Platz steht, ursprünglich an der Steilküste gestanden und ihrer Erinnerung gegolten. Nach dem Ende des Krieges wurden die Anlagen der Wehrmacht kampflos an die sowjetischen Streitkräfte übergeben und anschließend zum Teil gesprengt. Die Kasernen auf Wustrow dienten ab 1949 bis zum 18. Oktober 1993 der Gruppe der Sowjetischen Streitkräfte in Deutschland als Standort. Das Gelände ist wegen Munitionsrückständen bis heute für die Öffentlichkeit gesperrt.
Nach 1945 erfolgte der Aufbau des staatlichen Erholungswesens der DDR, es entstanden Betriebsferienheime, Heime des Feriendienstes der Einheitsgewerkschaft FDGB und Campingplätze. 1963 beherbergte Rerik ca. 16.000 Urlauber.
Seit 1991 wurde der historische Ortskern im Rahmen der Städtebauförderung grundlegend saniert, das Stadtbild wurde erheblich aufgewertet. 1992 erfolgte die Einweihung der neuen Seebrücke. Seit 1996 ist Rerik staatlich anerkanntes Seebad.
Verwaltungsmäßig gehörte der Ort zum Domanialamt Bukow, von 1921 bis 1925 zum Amt Doberan, von 1925 bis 1952 zum Amt/Kreis Wismar, von 1952 bis 1990 zum Kreis Bad Doberan im DDR-Bezirk Rostock, danach zum Landkreis Bad Doberan. Seit der Kreisgebietsreform 2011 liegt die Stadt im Landkreis Rostock.

### Geschichte der Ortsteile
Am 1. April 1938 wurden die Halbinsel Wustrow und die Orte Neu Gaarz, Gaarzer Hof und Blengow in die Gemeinde Rerik eingegliedert. Meschendorf kam am 1. Juli 1950 hinzu. Roggow wurde am 1. Januar 2002 eingemeindet.
Blengow wurde 1238 oder 1252 erstmals erwähnt. Das Gut soll 1582 von der Familie von Bibow gegründet worden sein; es fand danach ein häufiger Besitzerwechsel statt. Das klassizistische Herrenhaus Blengow von etwa 1835 ließ Carl Wilhelm Anton Beste bauen, nach 1996 erfolgte der Umbau für Ferienwohnungen. Die Familie des Anton Beste besaß das Gut bis 1945.

Neu Gaarz: Das Gut Neu Gaarz war 1896 im Eigentum des Landrats Helmuth Friedrich von Oertzen. Um 1914 und ebenso 1928 stand es mit 204 ha samt Mühle im Besitz der Familie von Wilamowitz-Moellendorff, vertreten durch Hans Graf von Wilamowitz-Möllendorff. Das zwei- und dreigeschossige Gutshaus aus dieser Zeit wurde saniert.
Nyengaartz wurde 1239 erstmals erwähnt.

Garvsmühlen wurde 1938 in Mechelstorf eingemeindet. Durch den Kreistagsbeschluss vom 25. November 1960 wurde am 1. Januar 1961 die Gemeinde Wendelstorf in Bastorf eingemeindet. Der Ortsteil Garvsmühlen wurde dabei herausgelöst und in die Stadt Rerik eingegliedert.

Roggow: Das Herrenhaus wurde urkundlich erstmals 1345 erwähnt. Seit 1192 ist das Gut im Besitz der Familie von Oertzen. Im Dreißigjährigen Krieg schwer verwüstet und teilweise abgebrannt, wurde das Herrenhaus 1666 im Barockstil wiedererrichtet. Es erfolgten weitere Um- und Erweiterungsbauten, so auch 1850, als eine Schaufassade im Stil der Tudorgotik vorgeblendet wurde. Bis zur Enteignung 1945 befand sich das Gut im Besitz der Familie von Oertzen. Das Herrenhaus wurde danach als Wohnhaus für bis zu 12 Familien genutzt. Ende 1989 sollte es als Ferienheim für Kinder umgebaut werden, stand danach leer. Nach der Wiedervereinigung konnte nach langen Verhandlungen der Erbe Peter von Oertzen 1991 das Herrenhaus und einen Teil des Parks zurückkaufen. Im ehemaligen Herrenhaus wurden Ferienwohnungen eingerichtet und werden vermietet.

Russow erhielt am Anfang des 14. Jahrhunderts seine Dorfkirche als Backsteinkirche mit Feldsteinsockel. Bei dem neugotischen Turm von 1904 wurde der Spitzhelm in jüngerer Zeit abgebrochen. Das Gut war unter Jasper I. von Oertzen seit 1500 ein Nebengut, als Vorwerk von Roggow.

## Bevölkerung
| Jahr | Einwohner |
| ---- | --------- |
| 1990 | 2042      |
| 1995 | 2068      |
| 2000 | 2111      |
| 2005 | 2352      |
| 2010 | 2218      |
| 2015 | 2151      |

| Jahr | Einwohner |
| ---- | --------- |
| 2020 | 2169      |
| 2021 | 2166      |
| 2022 | 2192      |
| 2023 | 2186      |

 Stand: 31. Dezember des jeweiligen Jahres

## Politik

### Stadtvertretung
Die Stadtvertretung von Rerik besteht aus 12 Mitgliedern. Die Kommunalwahl am 9. Juni 2024 führte bei einer Wahlbeteiligung von xxx % zu folgendem Ergebnis:
| Partei / Wählergruppe                | Stimmenanteil 2019 | Sitze 2019 |  | Stimmenanteil 2024 | Sitze 2024 |
| ------------------------------------ | ------------------ | ---------- |  | ------------------ | ---------- |
| SPD                                  | 59,8 %             | 7          |  | 62,4 %             | 8          |
| Freie Wählergemeinschaft Rerik (fWR) | 25,4 %             | 3          |  | 28,3 %             | 3          |
| Einzelbewerber Kai Kloss             | 04,6 %             | 1          |  | 04,5 %             | 1          |
| Einzelbewerber Sebastian Boldt       | –                  | –          |  | 03,6 %             | –          |
| Einzelbewerber Pierre Gloede         | –                  | –          |  | 01,2 %             | –          |
| CDU                                  | 03,8 %             | –          |  | –                  | –          |
| Die Linke                            | 04,6 %             | 1          |  | –                  | –          |
| Einzelbewerber Bruno Blank           | 01,7 %             | –          |  | –                  | –          |
| Insgesamt                            | 100 %              | 12         |  | 100 %              | 12         |

### Bürgermeister
- 1938–1945: Edgar Süßmilch (NSDAP)
- 1989–2023: Wolfgang Gulbis (SPD)[18]
- seit 2023: Antje Wegner-Repke (parteilos, für SPD)

Gulbis wurde in der Bürgermeisterwahl am 26. Mai 2019 mit 69,0 % der gültigen Stimmen in seinem Amt bestätigt. Er trat im Februar 2023 zurück.
In der Bürgermeisterwahl am 2. Juli 2023 wurde Antje Wegner-Repke mit 60 % der gültigen Stimmen zu seiner Nachfolgerin gewählt. Sie wurde am 9. Juni 2024 mit 61,8 % der gültigen Stimmen in ihrem Amt bestätigt. Ihre Amtsdauer beträgt fünf Jahre.

### Wappen
| Wappen der Stadt Rerik | Blasonierung: „In Rot eine dreimastige goldene Kogge mit je einem Kastell auf dem Vorder- und Achterdeck, die Masten mit geblähten Segeln, Mastkörben und Krönchen auf den Spitzen, der Hauptmast mit langem Wimpel.“ |
| Wappen der Stadt Rerik | Wappenbegründung: Im Wappen soll mit der Kogge an die Handels- und Seefahrertradition des Ortes angespielt werden. Bei der Begutachtung des Wappenentwurfs hatte das Geheime und Hauptarchiv Schwerin schon 1937 kritisch darauf hingewiesen, dass ein Wikingerschiff dem damals vermuteten Handelsplatz Reric aus der Zeit um 800 wohl besser entsprechen würde. Das Wappen wurde vom Heraldiker Hans Herbert Schweitzer gestaltet, am 1. April 1938 durch den Reichsstatthalter in Mecklenburg verliehen und unter der Nr. 217 der Wappenrolle des Landes Mecklenburg-Vorpommern registriert. |

### Flagge
Die Flagge wurde vom Roggower Wolfgang Gulbis gestaltet und am 30. Juni 2003 durch das Ministerium des Innern genehmigt.
Die Flagge der Stadt Ostseebad Rerik besteht aus gelbem Tuch und ist in der Mitte mit dem Stadtwappen belegt, das zwei Drittel der Höhe des Flaggentuchs einnimmt. Die Höhe des Flaggentuchs verhält sich zur Länge wie 3:5.

### Dienstsiegel
Das Dienstsiegel zeigt das Wappen der Stadt mit der Umschrift STADT OSTSEEBAD RERIK.

## Sehenswürdigkeiten und Kultur
- Kirche Rerik, zweijochige Hallenkirche von nach 1250 auf einem Feldsteinsockel, Beispiel für frühgotische Backsteinbauten im mecklenburgischen Küstengebiet. Ihr Turm war in alter Zeit ein weit sichtbares Seezeichen für die Seeschifffahrt.[25] Die farbenprächtige Ausmalung stammt aus dem Jahr der Renovierung 1668. Altar, Kanzel und Orgelprospekt sind aus der Barockzeit.
- Heimatmuseum Rerik im alten Schul- und Küsterhaus, Dauerausstellung zur Lokalgeschichte
- Seebrücke, 170 m lang, erbaut 1992, seit 2020 wegen Baufälligkeit gesperrt (Stand 10/2023)
- Fischereihafen
- Promenaden in Rerik und am Salzhaff
- Großsteingräber von Gaarzerhof
- Ganggrab
- Urdolmen von Neu Gaarz
- Dorfkirche Russow
- Gedenkstein für Angehörige der Roten Armee auf dem Prof.-Hüsing-Platz, der früher an der Steilküste am Rosengarten stand und möglicherweise den umgekommenen Kriegsgefangenen gegolten hat
- Findling Elefantenstein nordöstlich des Orts am Ostseestrand

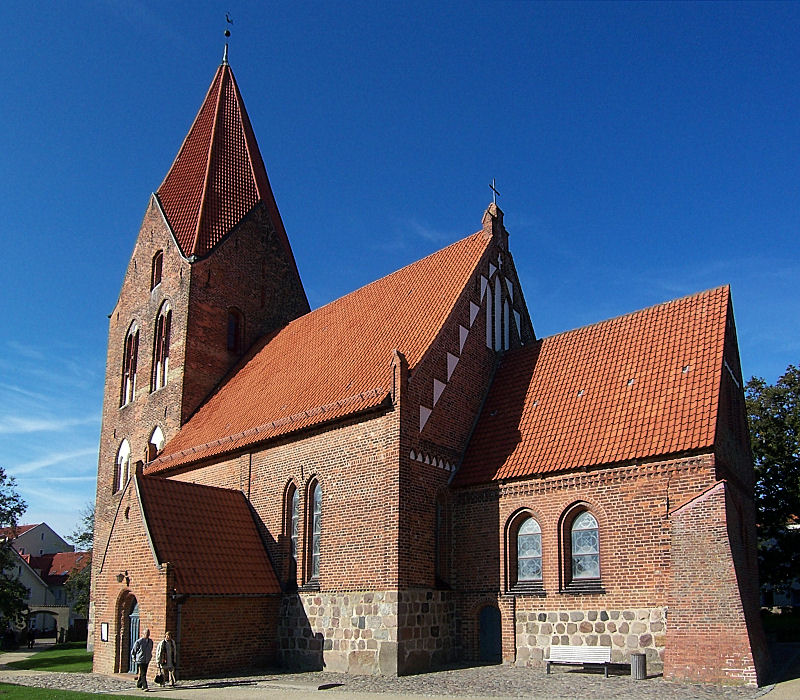
Kirche Rerik
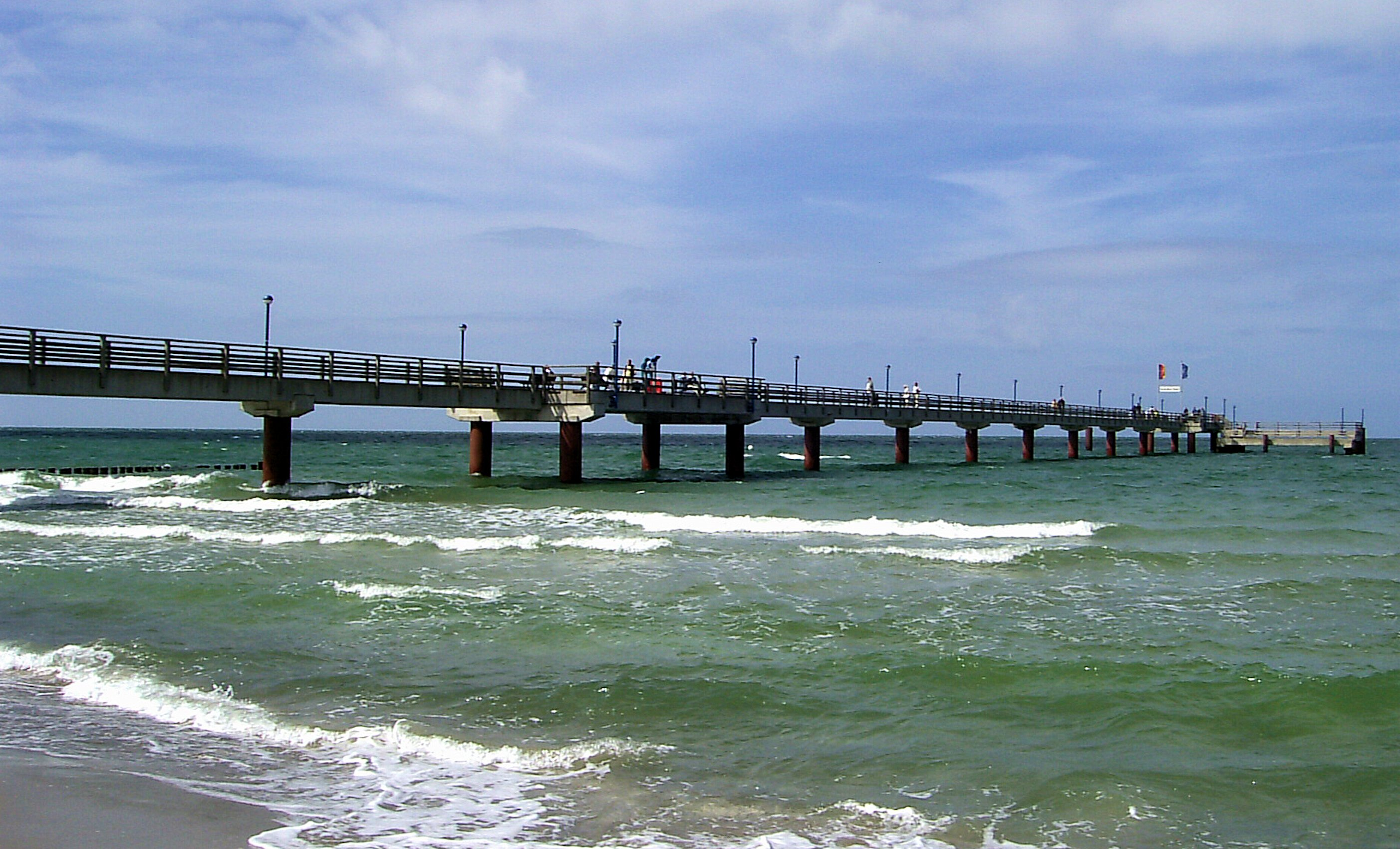
Seebrücke
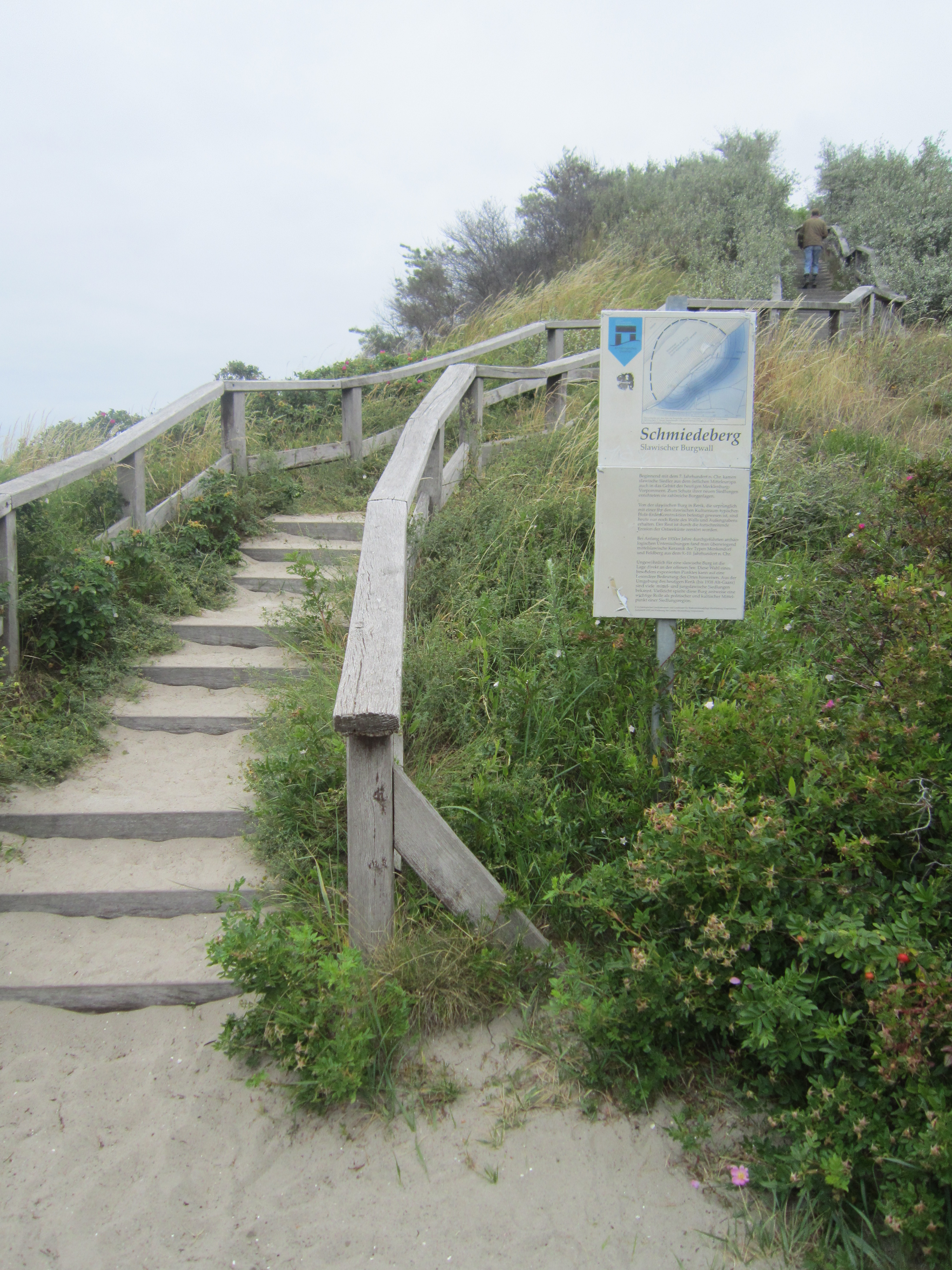
Schmiedeberg
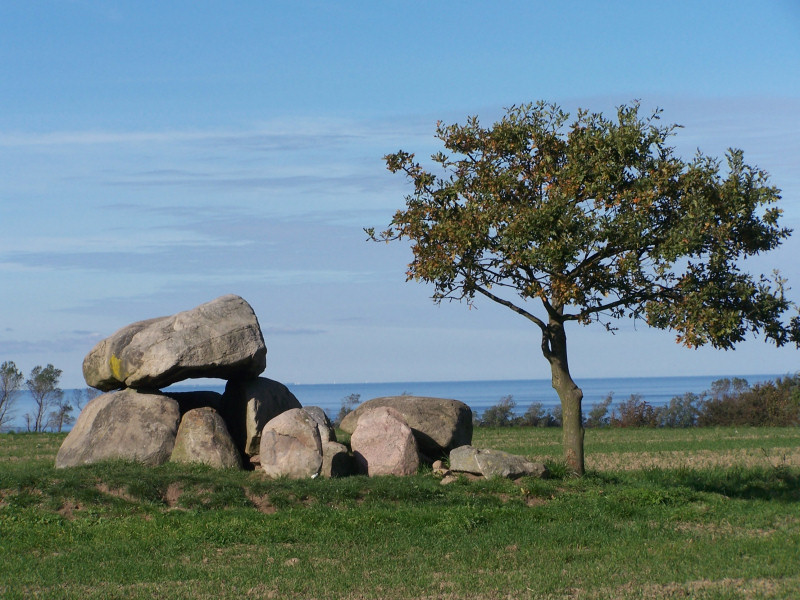
Urdolmen östlich von Rerik

## Wirtschaft und Infrastruktur

### Tourismus
Rerik ist geprägt durch den Tourismus. 2010 konnten neben den Tagesbesuchern ca. 50.000 Feriengäste registriert werden. 2014 gab es 388.844 Gästeübernachtungen in Rerik und 65.736 am Salzhaff.
Am Haffplatz ist ein Anleger für Freizeit- und Sportboote.
Der "Campingpark" verfügt über mehr als 230 Stellplätze. Die Besucher des angrenzenden Wohnmobilstellplatzes können seine Einrichtungen nutzen.

### Verkehr
Rerik liegt an der Landesstraße L 122 nach Kröpelin. Die Bundesstraße 105 (Wismar–Bad Doberan) in Neubukow ist etwa elf Kilometer entfernt.
Die Bahnhöfe Neubukow (11 km entfernt) und Kröpelin (14 km entfernt) liegen an der Bahnstrecke Wismar–Rostock. Sie werden von der Regionalbahnlinie RB 11 (Wismar–Rostock–Tessin) im Stundentakt bedient. Beide Bahnhöfe sind von Rerik per Bus in wenigen Minuten erreichbar.
Nahe der Stadtgrenze ist der Flugplatz Rerik-Zweedorf für kleine Flugzeuge nutzbar.
In den Sommermonaten gab es auf dem Salzhaff bis zu seiner Einstellung 2016 einen Fährverkehr mit der „MS Salzhaff“ zur Insel Poel. Jetzt werden mit zwei Schiffen Rundfahrten auf dem Salzhaff angeboten.

### Öffentliche Einrichtungen
- Rathaus, Dünenstraße 10
- Kurverwaltung, Dünenstraße 7
- Amt Neubukow-Salzhaff in Neubukow

### Bildung
- Goethe-Schule (Grundschule), Kröpeliner Str. 5
- Freie Schule Rerik in Vereinsträgerschaft, Kröpeliner Str. 5
- Kindergarten Uns Kinnerstuv, Kröpeliner Str. 3

### Vereine
- Behinderten-Sportgemeinschaft Salzhaff Rerik
- Heimatverein Salzhaff-Region
- Shantychor Reriker Heulbojen
- Seglerverein Alt-Gaarz
- SV Steilküste Rerik
- Feuerwehrverein

## Persönlichkeiten

### Ehrenbürger
- Günther Uecker (1930–2025), Maler und Objektkünstler[27]

### Söhne und Töchter der Stadt
- Anton von Oertzen (1836–1911), Oberforstmeister, in Roggow geboren
- Fortunat von Oertzen (1842–1922), Verwaltungsjurist und Diplomat, in Roggow geboren
- Ernst Klaffus (1935–2011), Generalleutnant der Bundeswehr
- Elke Nagel (* 1938), Autorin
- Rotraut Uecker (* 1938), Künstlerin
- Wolfgang Hillebrandt (* 1944), Astrophysiker
- Klaus Kuhnke (1944–1988), Gründer des Archivs für Populäre Musik Bremen
- Marie-Luise Näth (* 1944), Politikwissenschaftlerin, Historikerin und Autorin
- Karin Jäckel (* 1948), Buchautorin

### Mit Rerik verbundene Persönlichkeiten
- Theodor Ernst Stever (1815–1857), Gutsherr von Wustrow
- Ernst Hamann (1862–1952), Pädagoge und Heimatdichter, lebte in Rerik
- Wilhelm von Oertzen (1883–1945), Gutsbesitzer in Roggow
- Martin Stammer (1883–1966), Pfarrer in Russow
- Walter Schulz (1925–2009), Pfarrer in Rerik

## Sonstiges
In dem Roman Sansibar oder der letzte Grund von Alfred Andersch ist eine gleichnamige Stadt Hauptschauplatz einer Handlung, in deren Mittelpunkt eine Personengruppe  Ernst Barlachs Skulptur „Lesender Klosterschüler“ vor den Nationalsozialisten rettet. Dabei versieht Andersch jedoch dieses literarische Rerik mit landschaftlichen und baulichen Gegebenheiten, die er der gesamten Küstenregion und insbesondere Wismar entnimmt. So hat beispielsweise das wirkliche Rerik nie einen Hochseehafen gehabt.